# Mandevilla polyantha
Mandevilla polyantha är en oleanderväxtart som beskrevs av K. Schum., R. E. Woodson. Mandevilla polyantha ingår i släktet Mandevilla och familjen oleanderväxter. Inga underarter finns listade i Catalogue of Life.